# Il Traditore – Als Kronzeuge gegen die Cosa Nostra
Il Traditore – Als Kronzeuge gegen die Cosa Nostra (Originaltitel: Il traditore; Alternativtitel: Der Verräter) ist ein Filmdrama von Marco Bellocchio über den Mafioso Tommaso „Don Masino“ Buscetta, den ersten hochrangigen Mafiaboss der sizilianischen Cosa Nostra, der zum Kronzeugen für die Regierungsbehörden wurde.
Der Film feierte am 23. Mai 2019 bei den Internationalen Filmfestspielen von Cannes Premiere und lief am gleichen Tag in den italienischen Kinos an. In den deutschen Kinos sollte der Film ursprünglich am 23. April 2020 durch Pandora Film Verleih anlaufen, der Filmstart wurde allerdings wegen der COVID-19-Pandemie auf den 13. August verschoben.

## Handlung
Während der frühen 1980er Jahre tobt ein Krieg im Inneren der sizilianischen Cosa Nostra zwischen dem aufstrebenden Clan der Corleonesi und den Clans aus Palermo. Der Mafiaboss Tommaso Buscetta taucht in Brasilien unter, während in Italien alte Rechnungen beglichen und Buscettas Verbündete und Angehörige systematisch ermordet werden. Aufgespürt, verhaftet und von der brasilianischen Polizei nach Italien ausgeliefert, trifft der bis dato loyale Gefolgsmann Buscetta die Entscheidung, gegenüber dem Untersuchungsrichter Giovanni Falcone das Schweigegelübde zu brechen, das er mit dem Beitritt in die Cosa Nostra abgelegt hat. Seine Zeugenaussage hilft bei der Verurteilung hunderter Angehöriger der Cosa Nostra in Italien und den USA während des sogenannten Maxi-Prozesses in den 1980er Jahren.
Buscetta wird es ermöglicht, unter neuer Identität mit seiner Familie in die USA überzusiedeln. Später kehrt er nach Italien zurück und tritt auch im Gerichtsverfahren gegen den früheren italienischen Ministerpräsidenten Giulio Andreotti auf, seine Glaubwürdigkeit wird aber vom Verteidiger Andreottis demontiert.

## Produktion
Der in Palermo, Rom, Latina, Licata, Rio de Janeiro, London, Köln und Rösrath gedrehte Film wurde von IBC Movie, Kavac Film, Rai Cinema, Ad Vitam Production, Gullane Entretenimento, Match Factory Productions und Arte France produziert.

## Auszeichnungen
Der Verräter gewann bisher 19 Film- und Festivalpreise und wurde für 30 weitere nominiert, darunter folgende:
| Preis                       | Kategorie              | Nominierte                                                                                  | Resultat  |
| --------------------------- | ---------------------- | ------------------------------------------------------------------------------------------- | --------- |
| Europäischer Filmpreis 2019 | Bester Film            | Marco Bellocchio, Beppe Caschetto, Simone Gattoni                                           | Nominiert |
| Europäischer Filmpreis 2019 | Beste Regie            | Marco Bellocchio                                                                            | Nominiert |
| Europäischer Filmpreis 2019 | Bester Darsteller      | Pierfrancesco Favino                                                                        | Nominiert |
| Europäischer Filmpreis 2019 | Bestes Drehbuch        | Marco Bellocchio, Ludovica Rampoldi, Valia Santella, Francesco Piccolo                      | Nominiert |
| Globo d’oro 2019            | Beste Regie            | Marco Bellocchio                                                                            | Gewonnen  |
| Globo d’oro 2019            | Beste Filmmusik        | Nicola Piovani                                                                              | Gewonnen  |
| Globo d’oro 2019            | Bester Darsteller      | Pierfrancesco Favino                                                                        | Nominiert |
| Globo d’oro 2019            | Bestes Drehbuch        | Marco Bellocchio, Ludovica Rampoldi, Valia Santella, Francesco Piccolo                      | Nominiert |
| Nastro d’Argento 2019       | Bester Film            | Marco Bellocchio                                                                            | Gewonnen  |
| Nastro d’Argento 2019       | Beste Regie            | Marco Bellocchio                                                                            | Gewonnen  |
| Nastro d’Argento 2019       | Bestes Drehbuch        | Marco Bellocchio, Ludovica Rampoldi, Valia Santella, Francesco Piccolo, Francesco La Licata | Gewonnen  |
| Nastro d’Argento 2019       | Bester Hauptdarsteller | Pierfrancesco Favino                                                                        | Gewonnen  |
| Nastro d’Argento 2019       | Bester Nebendarsteller | Luigi Lo Cascio, Fabrizio Ferracane                                                         | Gewonnen  |
| Nastro d’Argento 2019       | Bester Schnitt         | Francesca Calvelli                                                                          | Gewonnen  |
| Nastro d’Argento 2019       | Beste Filmmusik        | Nicola Piovani                                                                              | Gewonnen  |
| Nastro d’Argento 2019       | Beste Filmproduktion   | IBC Movie, Kavac Film                                                                       | Nominiert |
| Nastro d’Argento 2019       | Beste Kamera           | Vladan Radovic                                                                              | Nominiert |
| Nastro d’Argento 2019       | Beste Kostüme          | Daria Calvelli                                                                              | Nominiert |
| Nastro d’Argento 2019       | Ton                    | Gaetano Carito, Adriano Di Lorenzo                                                          | Nominiert |

Der Film war Italiens Beitrag für eine Oscar-Nominierung in der Kategorie Bester internationaler Film, gelangte aber nicht in die engere Auswahl.